# Михаїл Міков
Михаїл Райков Міков (болг. Михаил Райков Миков; нар. 16 червня 1960, Кула) — болгарський правник і політик. Голова Народних зборів Болгарії з 2013 по 2014, лідер Болгарської соціалістичної партії (БСП) з 2014 року.
Закінчив юридичний факультет Софійського університету, де він пізніше викладав кримінальне право. Стажувався у Франції, Італії та США.
З 90-х бере участь у політичній діяльності у лавах Болгарської соціалістичної партії (БСП). У 1997 році вперше отримав мандат члена Народних зборів. Міков був заступником голови парламентської фракції соціалістів, після перемоги партії на виборах у 2005 році очолив парламентську фракцію Коаліції за Болгарію.
Він був наближений до колишнього лідера соціалістів Сєргєя Станішева, в уряді якого (2005–2009 рр.) обіймав посаду міністра внутрішніх справ (з 2008 по 2009).
Член болгарського Товариства Інтернету. Володіє французькою, російською та сербською мовами.
Одружений, має двох дітей.